# Shon the Piper
Shon the Piper è un cortometraggio muto del 1913 diretto da Otis Turner.

## Produzione
Il film fu prodotto dalla Bison Motion Pictures (con il nome 101-Bison)

## Distribuzione
Distribuito dall'Universal Film Manufacturing Company, il film - un cortometraggio in due bobine - uscì nelle sale cinematografiche USA il 30 settembre 1913.